# هوامش على الهوامش
هوامش على الهوامش، مجموعة شعريّة سياسيّة من مؤلفات الشاعر العربي السوري نزار قباني، صدرت في عام 1991، عن منشورات نزار قباني في بيروت، لبنان.